# Firma acústica
El término firma acústica se utiliza para describir una combinación de emisiones acústicas de emisores de sonido, como los de barcos y submarinos. Además, las aeronaves, la maquinaria y los animales vivos pueden describirse como poseedores de sus propias firmas acústicas o atributos de sonido característicos, que se pueden utilizar para estudiar su condición, comportamiento y ubicación física.

## Uso militar
El análisis de firmas acústicas es un complemento importante del sonar pasivo utilizado para rastrear buques de guerra y armas navales. Se han utilizado métodos similares para identificar aeronaves, especialmente antes del desarrollo de un seguimiento por radar sofisticado.

### Características de sonido
La firma acústica se compone de una serie de elementos individuales. Estas incluyen:
- Ruido de maquinaria: ruido generado por motores de barco, ejes de hélice, bombas de combustible, sistemas de aire acondicionado, etc.
- Ruido de cavitación: ruido generado por la creación de burbujas de gas por el giro de las hélices de un barco.
- Ruido hidrodinámico: ruido generado por el movimiento del agua desplazada por el casco de una embarcación en movimiento.

Estas emisiones dependen de las dimensiones del casco, la maquinaria instalada y el desplazamiento del barco. Por lo tanto, las diferentes clases de barcos tendrán diferentes combinaciones de señales acústicas que juntas forman una firma única.

### Orientación
Los hidrófonos y el sonar que funcionan en modo pasivo pueden detectar señales acústicas irradiadas por submarinos que de otro modo serían invisibles y utilizar estas señales para atacar ataques.
Las minas navales modernas y los torpedos como la mina CAPTOR se pueden programar para distinguir las firmas acústicas de diferentes buques, dejando a los buques amigos sin ser molestados y atacando objetivos de alto valor cuando se enfrentan a múltiples objetivos posibles, por ejemplo, distinguiendo un portaaviones de sus escoltas.

### Contramedidas y silenciamiento acústico
Los diseñadores de buques de guerra tienen como objetivo reducir la firma acústica de barcos y submarinos tanto como pretenden reducir las secciones transversales del radar y las señales infrarrojas. Para los submarinos, como factor primordial en la forma de detectarlos, la reducción de la firma acústica es un objetivo primordial.
La firma acústica se puede reducir mediante
- montar maquinaria con las mejores tolerancias mecánicas posibles y diseñada para producir un mínimo de ruido.
- desacoplar la maquinaria del casco mediante el montaje de la maquinaria en bloques de montaje de goma.
- diseñar hélices para reducir la cavitación, esto condujo al desarrollo de hélices grandes de giro lento; hoy en día existe una preferencia por los propulsores de chorro sobre las hélices.
- colocación de baldosas anecoicas en el casco, aunque las baldosas anecoicas flojas y mal colocadas pueden ser en sí mismas una fuente de ruido.
- eficiencia hidrodinámica para minimizar la perturbación del agua.
- cuidado en minimizar las protuberancias del casco.

### Buques de guerra Trimarán

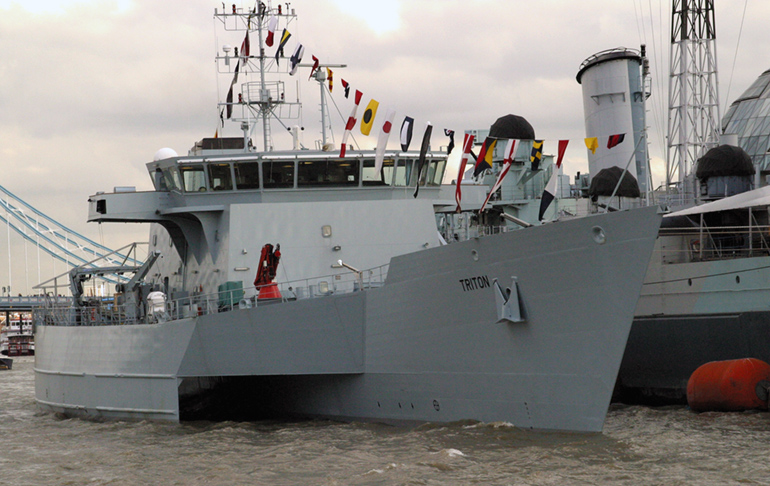
El RV Triton

Durante un tiempo, la Royal Navy jugó con la idea del Future Surface Combatant con casco de trimarán. Estos habrían tenido una firma acústica muy baja. Con cascos de tres palas, estos barcos habrían atravesado el agua con un mínimo de ruido hidrodinámico. El ruido mecánico irradiado también se reduciría al mínimo mediante el uso de propulsores alimentados por una planta de energía diésel-eléctrica; colocando los motores diesel en la superestructura para aislarlos mecánicamente del agua. Este proyecto llegó hasta la construcción del barco de investigación RV Triton para probar el principio de un diseño de trimarán a gran escala.